# Palivoenergetická bilance
Palivoenergetická bilance (PEB) je statistický ukazatel, který vyjadřuje podíl jednotlivých primárních energetických zdrojů na celkové spotřebě nebo výrobě energie v určité oblasti nebo zemi. 
Palivoenergetická bilance se obvykle měří v procentech a poskytuje přehled o tom, jaké palivové zdroje dominují v energetickém mixu daného regionu nebo státu. Mezi hlavní primární energetické zdroje patří ropa, uhlí, zemní plyn, jaderná energie, obnovitelné zdroje energie atd. Palivoenergetická bilance je důležitým nástrojem pro hodnocení energetické struktury a pro plánování politik v oblasti energetiky.
Palivoenergetická bilance se postupně mění v průběhu času v důsledku technologického pokroku a změn v poptávce.